# Skylden
|  | Denne artikel er oprettet af botten PalnaBot ud fra en ekstern database. Den kan derfor have sproglige fejl eller mangler. Denne skabelon kan fjernes efter kontrol af indholdet. |

Skylden er en kortfilm instrueret af Jakob Kyed Jakobsen efter manuskript af Dominic Bergmaier Larsen.